# 조정웅
조정웅은 대한민국의 프로게임단 지도자이다. 현재 주식회사 기블리 이스포츠 대표이사겸 단장직과 브랜드 라이센스 회사인 주식회사 만베이 대표이사 직을 맡고 있다.

## 지도자 경력
2002년~2003년 기간 동안, 한국e-Sports협회 운영위원으로 지내다 2004년 초반기 Plus의 감독으로 선임되어 2006년 SKY 프로리그 후기리그 3위, 신한은행 프로리그 2007 전기리그 준우승, 신한은행 프로리그 2007 후기리그 우승, 신한은행 프로리그 2007 그랜드파이널 우승, 신한은행 프로리그 08-09 준우승 등의 업적을 이뤘다. 
이후 2010년 9월 자진 사퇴했으며, 2020년 1월에 브이알루 기블리 배틀그라운드 프로게임단의 단장으로 10년만에 e스포츠계로 복귀했다.

## 주요기록
- 2003년 9월 23일 라이프존 MBC게임 팀리그 3위 (KTEC Plus)
- 2006년 12월 23일 SKY 프로리그 2006 후기리그 3위
- 2007년 3월 제2회 KeSPA컵 스타크래프트 부문 공동 3위
- 2007년 7월 29일 신한은행 프로리그 2007 전기리그 준우승
- 2008년 1월 27일 신한은행 프로리그 2007 후기리그 우승
- 2008년 2월 16일 신한은행 프로리그 2007 통합 챔피언전 우승
- 2008년 3월 19일 2007 대한민국 e스포츠대상 최우수감독상
- 2009년 3월 28일 신한은행 위너스리그 08-09 준우승
- 2009년 8월 8일 신한은행 프로리그 08-09 준우승
- 2009년 8월 23일 경남-STX컵 마스터즈 2009 4위